# Val Lumnezia
La Valle Lumnezia (tedesco Lugnez) è una valle del Canton Grigioni in Svizzera, che si apre a sud-ovest di Ilanz distretto di Surselva. Il suo nome significa Valle della Luce. Dal punto di vista orografico la valle si trova nelle Alpi dell'Adula (sottosezione delle Alpi Lepontine).
È una valle laterale del Reno Anteriore, a sua volta suddivisa in due vallate: la principale formata dal fiume Glogn (tedesco Glenner) che ha le sorgenti sul passo della Greina e dalla secondaria Valle di Vals. La popolazione parla la variante regionale della lingua romancia della regione del Reno anteriore, detto Sursilvan, come lingua madre e il tedesco come lingua acquisita scolasticamente.

## Comuni
Fanno parte di questa valle i comuni di Ilanz/Glion (con le frazioni di Duvin, Riein e Pitasch), Lumnezia (con le frazioni di Vrin, Lumbrein, Degen, Vignogn, Vella, Cumbel, Morissen, Camuns, Uors, Peiden, Tersnaus e Surcasti) e Vals.
| Comuni della Valle Lumnezia | Comuni della Valle Lumnezia | Comuni della Valle Lumnezia | Comuni della Valle Lumnezia |
| Nome del comune             | Popolazione (dic. 2021)     | Superficie km²              | Densità ab./km²             |
| --------------------------- | --------------------------- | --------------------------- | --------------------------- |
| Ilanz/Glion                 | 4695                        | 133,48                      | 35,17                       |
| Lumnezia                    | 2009                        | 165,48                      | 12,14                       |
| Vals                        | 963                         | 175,56                      | 5                           |
| Totale                      | 7667                        | 474,52                      | 16,16                       |

## Storia

### Neolitico
In questo periodo la valle fu quasi sicuramente colonizzata. Lo testimonia il megalito chiamato in sursilvano Crap da Treis Siarps il sasso dei tre serpenti, che si trova sulle pendici delle gole del fiume Glogn, a est della chiesa parrocchiale di Pleif presso Vella. Su questo masso si trovano, ancora ben conservate, incisioni rappresentanti tre serpenti e una mezzaluna. Si pensa facesse parte di un più ampio complesso di pietre, probabilmente avente funzioni funerarie o astronomiche.

### Epoca romana
In questo periodo venne colonizzata da popolazioni celtiche appartenenti agli Elvezi. Era parte della provincia romana della Rezia. Non vi sono ritrovamenti archeologici significativi di questo periodo, anche se la regione era un punto di transito con le valli ticinesi.

### Medio Evo
Nelle cronache dell'alto medioevo la valle è menzionata per la fertilità dei suoi terreni favorita da un clima favorevole. Al VI secolo risale la parrocchiale di Pleif presso Vella. In questo periodo la valle era sottomessa alla Diocesi di Coira. Nel XIII secolo la valle laterale di Vals venne colonizzata dai Walser. Nel tredicesimo e quattordicesimo secolo il barone di Belmont riuscì a ottenere il controllo della valle assieme a molte altre vallate retiche. Estinto il casato dei Belmont la vallata passò sotto il controllo dei signori di Mesocco: i De Sacco. Essi vi mantennero il controllo fino al 1457 quando venne ceduta al conte-vescovo di Coira. Nel XV secolo i valligiani si unirono in patto perpetuo con le vallate vicine nella Lega Grigia.

### Controriforma
In seguito, nel 1538, gli abitanti della valle si affrancano da tutti i vincoli feudali e assumono autonomia politica completa, con la formazione del Comune della Val Lumnezia. Con enormi vantaggi economici derivanti dalla qualità dei pascoli e dal relativamente facile sbocco commerciale per il bestiame (di rinomata qualità) e latticini a Sud delle Alpi, attraverso la Greina. Questo passo, fuori dalle grandi vie commerciali del tempo, aveva il vantaggio di essere uno facile sbocco per quanto prodotto in valle, senza diventare oggetto di controllo da parte delle potenze dominanti del tempo. La riforma che nel resto della Svizzera nord alpina era diventata dominante, in questa regione discosta non prese piede. Dal 1621 molti frati Cappuccini, vengono mandati nella regione. La regione è ancora oggi di fede cattolica, lo testimoniano le molte chiese barocche che ancora oggi dominano il paesaggio della valle.

### Epoca moderna
Nel 1890 venne costruita la strada carrabile che collegò tutti i paesi della valle con Ilanz  e la ferrovia. Il passo della Greina, che la congiunge al Canton Ticino invece non ha mai trovato una realizzazione stradale.

## Geologia
La valle è in gran parte costituita da rocce di ardesia, detta ardesia dei Grigioni, più consistente e dura nella parte alta della valle, più friabile e tendente a trasformarsi, sotto l'azione degli agenti atmosferici in argilla, nella parte bassa. L'altopiano della Greina al confine tra Grigioni e Ticino è invece prevalentemente formato da roccia calcarea.